# Iván Pérez Maceira
Iván Santiago Pérez Maceira (Santiago de Compostela, 11 de noviembre de 1985), más conocido como Iván Pérez, es un exfutbolista y entrenador español, que jugaba de centrocampista. Actualmente es segundo entrenador en el Alondras C.F.

## Trayectoria
Comenzó en las categorías del fútbol base del Club Deportivo Conxo, de Santiago de Compostela.
Después siguió su carrera jugando en el filial del Deportivo de La Coruña, es decir, el Fabril. Durante la temporada 2009/10 fue ascendido al primer equipo, donde llegó a disputar 20 partidos en Primera División. 
En julio de 2010 se va cedido por una temporada a la SD Ponferradina. 
En agosto de 2011 se le rescinde su contrato con el Deportivo de La Coruña y en noviembre del mismo año es fichado por el Montañeros CF.
En diciembre de 2012 el medio ofensivo firma contrato hasta el final de la temporada con el CD Lugo, renovando por una temporada más.
En 2015 fue fichado por el equipo de su ciudad natal, con el que disputó 12 partidos. Después se marchó al Panegialios FC de Grecia.
En 2016 regresó a España y jugó en el C.F. Talavera de la Reina y la UD Somozas.
En la temporada 2017-18 fichó en el Alondras CF club donde jugó hasta su retirada al final de la 2020-2021.
En la 2021-2022 pasa a a formar parte del cuerpo técnico del Alondras CF como segundo entrenador.

## Clubes
| Club                        | País   | Año       | Partidos Totales | Goles |
| --------------------------- | ------ | --------- | ---------------- | ----- |
| R.C. Deportivo Fabril       | España | 2006−2009 | 53               | 12    |
| R.C. Deportivo de La Coruña | España | 2009-2010 | 27               | 1     |
| S.D. Ponferradina (cedido)  | España | 2010-2011 | 17               | 1     |
| Montañeros C.F.             | España | 2011-2012 | 23               | 2     |
| CD Lugo                     | España | 2012-2014 | 55               | 3     |
| SD Compostela               | España | 2015      | 12               | 1     |
| Panegialios FC              | Grecia | 2015      |                  |       |
| C.F. Talavera de la Reina   | España | 2016      |                  |       |
| UD Somozas                  | España | 2016-2017 | 32               | 1     |
| Alondras C.F.               | España | 2017-2021 |                  |       |